# 甲斐生海
甲斐 生海（かい いくみ、2000年7月11日 - ）は、福岡県北九州市小倉北区出身のプロ野球選手（外野手・育成選手）。右投左打。福岡ソフトバンクホークス所属。登録名は生海（いくみ）。

## 経歴

### プロ入り前
北九州市立足原小学校で3年生のときに野球を始める。当初は右打者だったが、元野球選手である父が左打者だったこともあり、自身も左打者に転向した。北九州市立霧丘中学校では軟式野球部に所属した。
九州国際大学付属高等学校に進学後、1年夏にチームは第98回全国高等学校野球選手権大会に出場したが、自身はベンチ外だった。2年春から4番を務めたが、1年夏以降甲子園大会への出場はなく、3年夏は北福岡大会2回戦で若松に敗れた。高校通算36本塁打。
高校卒業後、東北福祉大学へ進学。1年時からベンチ入りしていたが、入学直後の2019年6月に祖父、翌2020年3月に父、曽祖母を相次いで亡くす。ショックを受けてふさぎ込んでしまい、2年時からは練習を休むことが増え、マネージャーには毎日のように退部届が欲しいと頼み込んでいた。その後2021年のドラフト会議を見て、あと1年間だけ野球へ取り組むことを決意。約20kgの増量に成功し、4年秋のリーグ戦では3本塁打、16打点を記録して本塁打と打点の二冠王、一塁手のベストナインを受賞した。
「ドラフト会議で指名がなければ現役を引退する」という決意のもと、プロ志望届を提出。迎えた2022年のドラフト会議にて、福岡ソフトバンクホークスから3位指名を受けた。11月24日に契約金6000万円、年俸1000万円で仮契約し、12月5日、BOSS E・ZO FUKUOKAで入団発表会見が行われた。背番号は37。入団当時、ソフトバンクには同姓の甲斐拓也に加え、甲斐野央も在籍していたことから、自身の登録名は下の名前の「生海」とした。

### ソフトバンク時代
2023年の春季キャンプはA組スタートとなったが、2月13日にシートノックをしていた際に右肩を負傷し、右肩関節炎の診断を受け離脱。その後は二軍での調整を続け、6月13日のウエスタン・リーグの阪神タイガース戦では9回にサヨナラ本塁打を放つ。7月22日に一軍初昇格を果たすと、同日の千葉ロッテマリーンズ戦（ZOZOマリンスタジアム）で「7番・右翼手」で先発起用され、プロ初出場。2打席目の5回に西野勇士から右前打を放ち、プロ初安打を記録した。しかし、その2日後の7月24日に発熱症状があり、感染拡大防止特例2023で登録抹消された。10月7日のファーム日本選手権では4打数4安打で優秀選手賞に受賞。11月23日には一般女性との結婚を発表した。
2024年は、自主トレーニング中の1月3日に左頬に打球が直撃する事故が発生。頬骨の陥没骨折等があり、患部の形成術を受けたが、脳震盪様の症状もみられ、さらに検査を受けたところ、同月26日に左側頭葉脳挫傷と診断された。競技復帰は事故発生の1月から1年 - 1年半かかる見込みである。これらの内容は主治医の総合的判断を経て、NPB医事委員会の正式な見解を受けたため、5月31日になって球団から発表された。発表時点は、有酸素運動を中心にリハビリを実施しており、球団施設を週2回ほど訪れて歩行などを行っている。この年は一軍・二軍ともに公式戦出場はなく、10月28日、育成選手として再契約することを前提とした戦力外通告を受けた。当初は「今は怒りが勝っていて、納得はできていない」「事故だったので受け止められない」と退団をほのめかすようなコメントを残していたが、後に「イライラしていてもしょうがない。プレーして結果を出すしかないと自分に言い聞かせた」と話し、11月17日、育成再契約に合意した。背番号は154。
2025年5月3日、ソフトバンク四軍と九州アジアリーグ・火の国サラマンダーズとの試合で指名打者として先発出場し、実戦復帰を果たした。

## 選手としての特徴・人物
豪快なスイングから広角に長打を打てる左のスラッガー候補。
遠投100m、50m走のタイム6秒6を記録。
幼少期から大のソフトバンクファンで、何度も球場に足を運んでおり、帽子や応援グッズも持っているという。

## 詳細情報

### 年度別打撃成績
| 年 度     | 球 団        | 試 合 | 打 席 | 打 数 | 得 点 | 安 打 | 二 塁 打 | 三 塁 打 | 本 塁 打 | 塁 打 | 打 点 | 盗 塁 | 盗 塁 死 | 犠 打 | 犠 飛 | 四 球 | 敬 遠 | 死 球 | 三 振 | 併 殺 打 | 打 率 | 出 塁 率 | 長 打 率 | O P S |
| --------- | ------------ | ----- | ----- | ----- | ----- | ----- | -------- | -------- | -------- | ----- | ----- | ----- | -------- | ----- | ----- | ----- | ----- | ----- | ----- | -------- | ----- | -------- | -------- | ----- |
| 2023      | ソフトバンク | 13    | 21    | 20    | 2     | 4     | 0        | 0        | 0        | 4     | 0     | 0     | 0        | 0     | 0     | 1     | 0     | 0     | 5     | 0        | .200  | .238     | .200     | .438  |
| 通算：1年 | 通算：1年    | 13    | 21    | 20    | 2     | 4     | 0        | 0        | 0        | 4     | 0     | 0     | 0        | 0     | 0     | 1     | 0     | 0     | 5     | 0        | .200  | .238     | .200     | .438  |

- 2024年度シーズン終了時

### 年度別守備成績
| 年 度 | 球 団        | 外野  | 外野  | 外野  | 外野  | 外野  | 外野     |
| 年 度 | 球 団        | 試 合 | 刺 殺 | 補 殺 | 失 策 | 併 殺 | 守 備 率 |
| ----- | ------------ | ----- | ----- | ----- | ----- | ----- | -------- |
| 2023  | ソフトバンク | 4     | 1     | 0     | 0     | 0     | 1.000    |
| 通算  | 通算         | 4     | 1     | 0     | 0     | 0     | 1.000    |

- 2024年度シーズン終了時

### 記録
初記録
- 初出場：2023年7月22日、対千葉ロッテマリーンズ11回戦（ZOZOマリンスタジアム）、「7番・右翼手」で先発出場[29]
- 初打席：同上、2回表に西野勇士から三邪飛[29]
- 初安打：同上、5回表に西野勇士から右前安打[29]

### 背番号
- 37（2023年 - 2024年）
- 154（2025年 - ）

### 登録名
- 生海（いくみ、2023年 - ）

### 登場曲
- 「Fight song」 Rachel Platten（2023年 - ）